# Pentheus

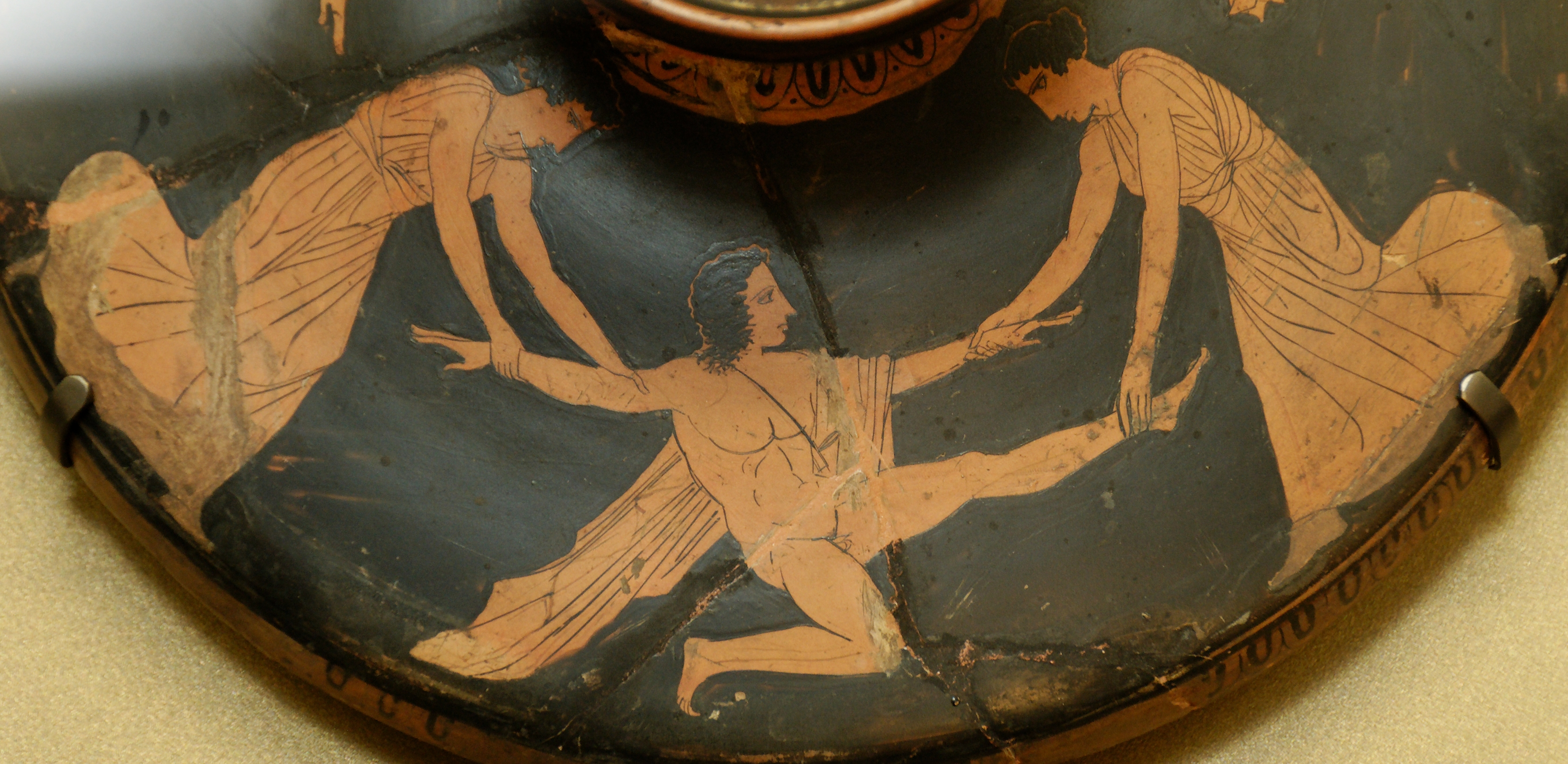
Pentheus wird von Ino und Agaue zerrissen, Deckel einer Lekane, etwa 450 v. Chr., Louvre

Pentheus (altgriechisch Πενθεύς Pentheús) war in der griechischen Mythologie der Sohn von Echion und Agaue, der Tochter des Kadmos. Noch zu Lebzeiten seines Vorgängers Kadmos übertrug dieser Pentheus die Herrschaft über Theben.
Als Dionysos nach Theben kam und die Frauen zu seinen Ehren auf dem Kithairon (ein Berg zwischen Theben und Korinth) ein bacchantisches Fest feierten, versuchte Pentheus, es zu verhindern und Dionysos, der in der Erscheinung eines Bacchanten aufgetreten war, gefangen zu nehmen, was jedoch misslang. Schließlich kann Dionysos den schon verblendeten Pentheus überreden, als Frau verkleidet die im Gebirge schwärmenden Mänaden zu belauschen. Als er dort auf den Wipfel eines Baumes stieg, wurde er jedoch entdeckt und von seiner eigenen Mutter und seinen Tanten Ino und Autonoë, die ihn für ein wildes Tier hielten, in bacchantischer Wut zerrissen. Ein Orakel der Pythia wies die Frauen nun an, den Baum wiederzufinden und ihn wie einen Gott zu verehren. Daraufhin wurden aus dem Holz des Baumes zwei Bilder, die Dionysos darstellten, geschnitzt. Diese Bilder sah Pausanias noch bei seinem Besuch in Korinth.
Nach dem Tod des Pentheus verließ Kadmos Theben und Polydoros, der Sohn des Kadmos, wurde König von Theben. Ein Enkel des Pentheus ist Menoikeus, der Vater des Kreon und der Iokaste.
Die Sage von Pentheus wurde von Euripides der Tragödie Die Bakchen zugrunde gelegt. In der (nicht überlieferten) Tragödie Pentheus des Aischylos wird Pentheus nicht von seiner Mutter zerrissen, sondern fällt im Kampf. Außerdem erscheint die Pentheussage bei Hyginus, Ovid (dort nimmt Pentheus nicht Dionysos selbst gefangen, sondern einen tyrrhenischen Seefahrer namens Akoites, einen Begleiter des Gottes), Apollodor und Nonnos.